# Мюхельн
Мюхельн (нім. Mücheln) — місто в Німеччині, розташоване в землі Саксонія-Ангальт. Входить до складу району Заалє.
Площа — 98,6 км2. Населення становить 8513 осіб (станом на 31 грудня 2021).